# Король вне закона
«Король вне закона» (англ. Outlaw King) — исторический фильм 2018 года режиссёра Дэвида Маккензи. Премьера состоялась на Кинофестивале в Торонто 6 сентября 2018 года.

## Сюжет
Исторический фильм, повествующий о том, как в начале XIV века шотландский король Роберт I Брюс объявил войну Англии, чтобы подтвердить независимость Шотландии, провозглашенной в 1320 году с подписанием Арботской декларации о суверенитете. Кульминацией остросюжетной драмы является историческая победа шотландцев над англичанами в битве при Лаудон-Хилле 10 мая 1307 года, являвшейся прелюдией к знаменитому сражению при Бэннокбёрне (1314).

## В ролях
- Крис Пайн — Роберт I
- Аарон Тейлор-Джонсон — Джеймс Дуглас, 5-й лорд Дуглас[4]
- Флоренс Пью — Елизавета де Бург[5]
- Билли Хоул — Эдуард II[6]
- Тони Кёрран — Ангус Ог[7][8]
- Лорн Макфэдьен — Нил Брюс
- Аластер Маккензи — лорд Атолл[9]
- Джеймс Космо — Роберт Брюс, 6-й лорд Аннандейла[10]
- Каллэн Мулвей — Джон III Комин[11]
- Клайв Рассел — лорд МакКиннон с острова Скай
- Пол Блэр — епископ Ламбертонский
- Стивен Диллэйн — Эдуард I
- Стивен Кри — Кристофер Сетон[12]
- Сэм Спруэлл — Эмер де Валенс, 2-й граф Пембрук
- Ребекка Робин — Маргарита Французская
- Стюарт Браун — Джинджер

## Критика
Фильм получил смешанные оценки кинокритиков. На сайте Rotten Tomatoes фильм имеет рейтинг 55% на основе 77 рецензий критиков со средней оценкой 5,9 из 10. На сайте Metacritic фильм получил оценку 58 из 100 на основе 32 рецензий, что соответствует статусу «смешанные или средние отзывы». Специалисты отмечают ряд исторических неточностей в сюжете картины.